# Червоні проти синіх
«Червоні проти Синіх» (англ. Red vs Blue) — американський вебсеріал, машиніма, створений студією Rooster Teeth Production у 2003 році. Один з найтриваліших діючих вебсеріалів в історії Інтернету. Оповідь зосереджена навколо протистояння двох угруповань — Червоних і Синіх — у громадянській війні в центрі пустельного каньйону Кривава ущелина. Серіал налічує 15 сезонів, 19-23 серії кожен, а також 5 мінісезонів по 3-6 серій кожен.
Серіал був тепло прийнятий в середовищі любителів машиніми і серед кінокритиків. Він вигравав чотири нагороди на фестивалі від «Академії мистецтва та науки машиніми» (англ. Academy of Machinima Arts & Sciences), а також отримував приз «Кращий анімаційний вебсеріал» від «Інтернаціональної академії вебтелебачення» («IAWTV»). У зйомках використовуються матеріали відеоігор серії Halo. Попри це, його події мало пов'язані зі всесвітом ігор.

## Історія
«Червоні проти Синіх» з'явилися із закадрового коментування геймплею гри Halo: Combat Evolved на Drunkgamers, де обговорювалося те, що автомобіль «Бородавочник» у грі виглядає як пума (ця дискусія була відтворена у другій серії першого сезону). Вбачаючи потенціал для створення повноцінного сюжету, Берні Бернс створив трейлер «Red vs Blue», який був випущений 5 вересня 2002 на вебсайті «Drunkgamers». Через деякий час, трейлеру перестали приділяти увагу, а потім сайт drunkgamers.com був зовсім закритий. Чотири місяці по тому журнал «Computer Gaming World» зв'язався з Рамзі з пропозицією включати у свої номери CD відео сайту. Бернс ж впритул був зайнятий створенням нового сайту, згодом відновивши проєкт «Червоні проти Синіх».
Перший епізод був випущений 1 квітня 2003 року. Спочатку, Rooster Teeth не знали про широкий машиніма-рух. В інтерв'ю сайту GameSpy Метт Галлум говорив: «Коли ми вперше почали "Червоні проти Синіх", ми думали, що ми були повністю оригінальними. Ми ніколи не думали, що є й інші люди, що використовують відеоігри для створення фільмів».  [Архівовано 27 вересня 2018 у Wayback Machine.] Спочатку Rooster Teeth планували створити короткий серіал, проте він вийшов за межі очікувань. Відтоді компанія почала займатися також випуском тематичного мерчендайза.
16 липня 2006 року був анонсований перший мінісеріал з серії «Червоні проти Синіх» під назвою «Out of Mind». Після закінчення оригінальної серії «Хроніки Кривавої ущелини» в червні 2007, Rooster Teeth анонсував новий цикл під назвою «Спогади», що складається з трьох сезонів: «Відновлення», «Перерва» і «Одкровення». У березні 2011 року був анонсований дев'ятий сезон, який поклав початок циклу про проєт Фрилансерів. У 10-у сезоні дебютував персонаж Сигма в озвучці відомого актора Елайджі Вуда. У вересні 2012 Берні Бернс у телепрограмі «whats Trending» анонсував 11 сезон на липень 2013 року. В лютому 2014 року Майлз Луна, колишній режисер анімації Rooster Teeth, анонсував 12-й сезон, прем'єра якого відбулася 28 квітня 2014 року. 4 березня 2015 року був анонсований 13-й сезон, який розпочався 1 квітня 2015 року, в день дванадцятої річниці створення серіалу.

## Сюжет
Дія розгортається в закритому каньйоні під назвою Кривава ущелина, де розташовані бази двох ворогуючих команд: Червоні і Сині. Війна з Ковенантом ще не закінчилася, і солдати не можуть зрозуміти, чому вони все ще воюють, та ще й з людьми. Коли у Синіх ненароком крадуть їхній прапор, зав'язується бій, в ході якого Черч — командир Синіх — був убитий влучанням з танка своєї ж команди. Командування надсилає Фрилансера на ім'я Текс, який виявляється жінкою. Черч існує у вигляді примари і стверджує що Текс — його колишня, в голові якої живе злий штучний інтелект. Текс гине, але теж повертається як привид, а її злий ШІ під назвою Омега/Омаллі переміщається спочатку в Кабуза, а пізніше в Дока.
Перемогши Омаллі, обидві команди вплутаються в проєкт «Фрилансер», секретну програму з тренування елітних солдатів, які працюють спільно з ШІ, які були названі на честь літер грецької абетки. Текс — колишній член цього проєкту. В каньйон також приходить Вашингтон (Ваш) — ще один Фрилансер, який хоче знайти Альфу — самого першого ШІ проєкту. Врешті-решт він його знаходить — це Черч (тобто, ніякий не привид). Він розкриває, що на ШІ полює один з Фрилансерів, якого звали Мейн, а тепер — Мета. Мета вбиває інших Фрилансерів щоб роздобути їх покращене обладнання та ШІ. Вашу вдається знищити всіх ШІ, окрім Епсилона, сплеском ЕМІ. Так як Епсилон містить майже всі спогади Альфи, то Черч відроджується в ньому. Ваш потрапляє у в'язницю, але потім його наймають співпрацювати з Метою проти команд каньйону. Командам вдалося перемогти Мету, і Ваш стає Синім.
За певний час з Вашем зв'язується Кароліна — одна з кращих Фрилансерів. Її мета — знайти і убити Директора, голову нині закритого проєкту. Під час пошуків, команди переживають чергову зустріч з Текс (яка є ШІ Бета), після якої Черч нарешті стирає її. Також, Червоні і Сині дізнаються, що є лише «симуляторами солдатів» для проєкту, і насправді всі вважають їх невдахами. Знайшовши Директора, Кароліна і Черч вирішують не вбивати його, позаяк він і сам вже хоче смерті. Адже вся мета проєкту — відродження його покійної дружини Еллісон (виявляється, Кароліна — дочка Директора і Еллісон; Черч — цифрова копія Директора; Текс — цифрова тінь Еллісон). Він просить Кароліну залишити йому пістолет перед тим, як вона піде. Пізніше з'ясовується, що він застрелився.
Обидві команди відлітають на військовому кораблі, який потім зазнає аварії на невідомій планеті. Кароліна і Черч йдуть. Ваш стає новим лідером Синіх. Зрештою, вони дізнаються що знаходяться на планеті Хорус, яка перебуває в стані громадянської війни між Союзною Армією Хоруса і Новою Республікою. Після битви за команди  каньйону, частину з них забирає Армія Хоруса, а іншу — повстанці. Виявляється, обидві сторони вважають їх суперсолдатами, які змогли перемогти Фрилансерів. Також виявляється, що найманці Локус (армія) і Фелікс (повстанці) працюють на Харон Індастріз та їхня мета — обманом змусити обидві сторони перебити один одного, щоб компанія заволоділа планетою і стародавніми артефактами на ній. Червоним і Синім вдається розкрити правду обом сторонам, після чого вони перестають воювати. Тоді Малком Харгроув, директор Харон Індастріз, який прибрав до рук залишки проєкту «Фрилансер», наказує найманцям винищити все населення планети. Зрештою, героям вдається перемогти війська Харгроува і послати повідомлення по всій галактиці, розкриваючи всю правду. Розлютований Харгроув особисто летить на своєму кораблі на планету, щоб убити героїв. Перед фінальною битвою Черч розуміє, що у нього не залишається вибору, крім як дефрагментуватись, щоб дати друзям шанс на перемогу. Він залишає прощальне повідомлення і стирає себе.
14-й сезон є збірником окремих історій, що більш розкриває деталі лору та передісторії персонажів, а також експериментальні епізоди (епізод з використанням лялькової анімації та повністю анімірований 2-d епізод, епізод мюзикл тощо). Сезон розповідає про те, як персонажі потрапили до армії та проєкту «Фрилансер». Окрема частина сезону присвячена найманцям Локусу та Феліксу та їхньому побуту до подій серіалу.
Пройшло 10 місяців після війни на Хорусі, Червоні та Сині атакують об'єкт ККОН (Космічне Командування Об'єднаних Націй), вбиваючи розміщених там солдатів. Ділан, репортерка що раніше писала статті про перемоги двох команд, вирішує почати своє власне незалежне розслідування, наймаючи Джакса Джонза своїм новим оператором. У Кривавій Ущелині, Ділан та Франк зустрічаються з Сестрою, сестрою одного з персонажів Червоної команди, яка заперечує напади та відправляє журналістів до Віка (V.I.C., Virtual Intelligence Computer, Комп'ютер Віртуального Інтелекту) — ще одного ШІ, який відповідав на запроси Червоних та Синіх у перших сезонах. Він обіцяє допомогти Ділан, якщо та потім його вб'є. Ділан потрапляє до нової бази Червоних та Синіх, які, після війни на Хорусі та смерті Черча, вирішили вийти на пенсію. Ділан розповідає їм про двійників, які порочать їхні імена, про таємне послання Черча, в якому він благає йому допомогти, та вмовляє приєднатися до неї та Джакса, аби зловити справжніх зловмисників. Усі погоджуються, окрім Грифа, який вирішив залишитися на новій базі. Врешті, Червоні та Сині зустрічаються із Синіми та Червоними — першою спробою проєкту «Фрилансер» створити дві команди невдах, на яких будуть тренуватися Фрилансери та ШІ. Спочатку, Червоні та Сині й Сині та Червоні подружилися й усі дійшли виводу, що ніхто нікого не вбивав, але потім виявилося що Темпл — лідер Синіх та Червоних, після смерті близкого друга Біффа в Пустельній Ущелині, яка була виной Фрилансерів, вирішив вбити усіх Фрилансерів та людей, що хоч якось пов'язані із цим проєктом, а для цього він збирається використати бомбу, яка може знищити Землю. Він ув'язнює Червоних та Синіх, Ділан, Джакса, Кароліну та Ваша, але Такер, Сіммонс і Кабуз вчасно відправляють голову Лопеза в космос, аби він покликав помічі. Голову помічає Локус і прилітає до Грифа, аби разом врятувати Червоних та Синіх. Перемога Червоним та Синім дался із жертвами: Ваш, фактичний капітан Синіх та їхній близький друг хоч і переживає постріл у шиї, однак він отримує незворотне пошкодження мозку.
Одразу після подій 15-го сезону, Червоні та Сині вирішуються розслабитися та поїсти піци. Однак, через Пончика, командам це не вдається зробити. В нього з'явилися здібності подорожі у часі, а також він стверджує, що бачив Бога (які потім виявляються штучними інтелектами) й що зараз його головною місією є зібрати команди заради перемоги над Диявольским королем (Devil King). Він дає всім Зброї Часових Порталів. Червоні та Сині вирішують використати цю зброю, щоб запобігти пошкодження мозку Ваша, тобто не дати йому потрапити під кулю. Однак, це було частиною плана Дженкінса, одного з ШІ. Він спеціально все підстроїв, аби Червоні та Сині створили якомога більше часових парадоксів, що зробило би його сильніше. Тепер Червоні та Сині ув'язнені у часовій петлі, яка повторює події з 1-го до 15-го сезонів. Команди не пам'ятають нічого, що відбулося, але постійно відчувають дежавю.
Єдиний, хто розуміє, що відбувається —  це Пончик. Він спершу намагається пояснити усім, що вони знаходяться у часовому парадоксі, однак ніхто йому не вірить. Тому, він вирішує витягти з петлі Ваша, який був причиною парадокса, і вже з його поміччю витягти усіх інших. Потім, команди починають лагодити парадокси, які вони самі й наробили, але не можуть змусити себе дати Вашу бути застреленим. Дженкінс вирішує використати це та відправити Червоних та Синіх у Лабіринт, планета в центрі галактиці, що обертається навколо чорної діри. Там, він відправляє їх у їхні найжахливіші страхи, сподіваючись, що, не впоравшись із натиском, вони стрибнуть у чорну діру, тим самим вбивши себе. Однак, їм вдається перебороти страхи (майже всім: Лопез стрибнув, але через те, що він робот, не помер; чорна діра відправляє на початок часів), а потім викинути Дженкінса в діру.
18-й сезон розповідає про нових персонажів через деякий час після подій 17-го сезону.

### Команда Кривавої ущелини

#### Червоні
- Полковник Сержант «Серж» (Метт Галлум) — командир загону Червоних. Одягнений в броню червоного кольору, говорить з південним акцентом. Має військове минуле, кровожерливий. Хороший оратор. Дізнавшись, що Громадянська війна в Кривавій ущелині була лише тренуванням Фрилансерів, розчарувався у війні і зрозумів, наскільки важливі його друзі. Серж і є його ім'ям, яке він змінив, аби точно стати сержантом; прізвище ніколи не називається, однак у серіалі було заначено, що в ньому, як найменше, 57 символів, п'яте з яких емодзі, а щоб написати прізвище правильно, необхідні мандаринські символи.

- Капітан Річард «Дік» Сіммонс (Ґуставо Сорола) — солдат загону Червоних. Одягнений у темно-бордову броню. Уважний до начальства і беззаперечно слухається його наказів, любить доносити на інших. Інтелектуальний центр загону, розуміється на комп'ютерах й інформаційних технологіях, тактик, однак невпевнений у собі, панікер. Ймовірно, єдина людина в загоні з військовим статусом.

- Капітан Декстер Гриф (Джефф Рамзі) — солдат загону Червоних. Одягнений в помаранчеву броню. Ледачий і самовпевнений, часто не слухається наказів Сержанта, так як відчуває до нього неприязнь. Вправний водій транспорту.

- Рядовий Франклін Делано Пончик (Ден Гадвін) — новоприбулий солдат, вдягнений у рожеву (світло-червону за його словами, спочатку його броня була просто червоною) броню, через що над ним часто жартують. Надмірно балакучий і надокучає цим колегам.

- Важкий боєць Лопез (Берні Бернс) — побудований Сержантом робот у коричневій броні. Весь перший сезон мовчав, коли ж він заговорив, з'ясувалося, що він розмовляє лише іспанською, хоча відмінно розуміє англійську мову.

#### Сині
- Рядовий Леонард Л. Черч (Берні Бернс) — рядовий в броні кобальтового кольору. Родом з Техасу. Фактичний лідер команди Синіх. Загинув, потрапивши під дружній вогонь, і перетворився на «примару» — Альфу. Убитий повторно в електромагнітному імпульсі від Вашингтона. Пов'язаний неоднозначними відносинами з Текс — у них спостерігається взаємна любов/ненависть.

- Капітан Лаверніус Такер (Джейсон Салданья) — снайпер команди Синіх. Одягнений у бірюзову броню. Має першокласний зір, через те, що йому ніколи не давали снайперської гвинтівки і енергетичним мечем. Став «батьком» прибульця-паразита Молодшого. Кожен раз при проході через портал його броня покривається якоюсь «чорною речовиною», через що його плутали з Текс. Постійно жартує про секс.

- Капітан Майкл Дж. Кабуз (Джоель Гейман) — один з найбільш ексцентричних персонажів серіалу. Молодша дитина в родині, він потрапив у команду Синіх помилково, думаючи, що підписався на програму навчання за кордоном (він вважав, що буде навчатися у Франції). Психічно неврівноважений, розлад варіюється від злегка пришелепкуватого до божевільного без почуття реальності.
- Рядова Каїкана Гриф (Ребекка Фрейжер) — молодша сестра Грифа. Записалася до армії, аби бути поруч із братом. Потрапила у команду синіх через Віка. Не така розумна, як її брат; німфоманка.

### Проєкт Фрилансер
- «Директор», Д-р Леонард Л. Черч (Джон Маршалл Рід) — керівник проєкту Фрилансер. Білий чоловік з чорними волоссям, з сивими скронями, борідкою і зеленими очима. Часто носить чорні окуляри в квадратній оправі. Суворий і невблаганний лідер. Відповідає за більшість сценаріїв боротьби Червоних і Синіх. Є оригінальним Леонардом Черчем, на основі розуму якого був створений Альфа. Часто згадує про Еллісон, яку він любив. Батько Кароліни. Покінчив життя самогубством.

- «Радник», Ейден Прайс (Асаф Ронен) — помічник директора. Чорний чоловік з темним волоссям. Спокійний і розважливий, володіє відмінною пам'яттю й інтелектом. Майстер допитів. Заарештований за сприяння Фрилансеру і  поміщений у в'язницю Тартарус, пізніше захопленої Локусом і Феліксом. Приєднався до Харон Індастріз. Імовірно, загинув при падінні «Тартаруса».

- «Кароліна» (Джен Браун) — колишній член проєкту Фрилансер. Рудоволоса дівчина у бірюзовій броні зі сріблястими вставками. Особистість Кароліни дуже схожа на особистість Текс — амбітна, витривала, потужна і сильна солдатка. Активно конкурує з Текс. Завжди намагається приховувати свої емоції. Була кращим агентом Фрилансера, поки і її на цій посаді не змінила Текс. Відчуває почуття до Йорка. Дочка Директора і Еллісон (цим пояснюється її схожість з Текс, так як Текс є відлунням її матері). Ставиться до команди Синіх краще, ніж до команди Червоних. В 13-му сезоні зізнається що Червоні і Сині стали її новою сім'єю замість загиблих Фрилансерів. Найбільше вона боїться втратити їх.

- «Флорида», Капітан Бутч Флауерз (Ед Робертсон) — агент проєкту Фрилансер, колишній командир загону Синіх. Поставлений на командування для захисту Альфи. Планував атакувати Червоних, але напередодні помер уві сні. Оживлений Омегою. Убитий Синіми.

- «Мейн», «Мета» (Метт Галлум) — агент проєкту Фрилансер, головний антагоніст трилогії «Спогад». Білий лисий чоловік, одягнений у білу броню з коричневими вставками. Німий, в 9 сезоні рідко кидає окремі слова — має низький, грубий, хрипкий голос. Його особа й особисте життя оповиті таємницею. Більш вправний боєць ніж навіть Текс і Кароліна. Отримав від Кароліни ШІ, Сигму, через яку зміг спілкуватися. Сподвигнуті ним на створення Мети, після чого почав вбивати агентів і відбирати їх ШІ та здібності броні. Його броня була проткнута і він був скинутий з обриву Червоними, де й потонув. Його броня була вилучена людьми Харгроува.

- «Йорк» (Шон Дагган) — агент проєкту Фрилансер. Одягнений у світло-коричневу броню з білими вставками. Шатен. Пошкодив око від вибуху гранати у бійці «3 на 1» з Мейном і Вайомінгом проти Текс. Броня має властивість загоювати рани, однак його око так і залишилися невилікуваним. Закоханий в Кароліну. Любить підколювати. Перший агент, офіційно отримавший ШІ — Дельту. Убитий Вайомінгом.

- Аллісон «Техас» (скорочено, Текс) (Кетлін Зельч) — агент проєкту Фрилансер, одягнена в чорну броню. Приєдналася до команди Синіх після вбивства Черча. Володіє нелюдською силою, особливо при наявності її ШІ, Омеги, однак, незважаючи на це, не володіє великою витривалістю. Вміє маскуватися. Брала участь у бійці «3 на 1» проти Йорка, Вайомінга і Мейна, де перемогла їх. Пов'язана неоднозначними відносинами з Черчем — у них спостерігається взаємна любов/ненависть. Є штучним інтелектом Бетою — побічним продуктом створення Альфи. У дев'ятому сезоні стала кращим агентом, змістивши з цього звання Кароліну. Померла під час падіння корабля.
- Девід «Вашингтон» (скорочено, Ваш) (Шеннон МакКормік) — агент проєкту Фрилансер. Одягнений в броню сталевого або іноді блакитного кольору з жовтими вставками, броня має можливість створювати електромагнітний імпульс. Головний герой міні-серіалу «Відновлений». Наївний, але може бути серйозним, коли ситуація вимагає цього. Приєднався до Синіх, а після — до Армії Хоруса.

- Реджинальд «Вайомінг» (Метт Галлум) — агент проєкту Фрилансер, одягнений у білу броню. Має темне волосся і великі густі вуса зі стрілками. Безжалісний найманець. Розмовляє з яскраво вираженим британським акцентом. Вміє створювати сповільнювати час для зміни ситуації на свою користь. Любить вибачатися перед жертвами перед вбивством, а також «тук-тук»-жарти. Убитий в перестрілці з Синіми.

- ШІ «Альфа» (Берні Бернс) — штучний інтелект програми «Альфа». Заснований на особистості директора проєкту Фрилансер доктора Леонарда Л. Черча, отже перейняв від нього всі властивості особистості. Має фрагменти у вигляді інших ШІ. Знищений всплексом ЕМІ.

- ШІ «Бета» (Кетлін Зельч) — штучний інтелект програми «Бета». Побічний продукт і фрагмент програми «Альфа». Приєдналася до Синіх у вигляді Текс. Знищений.

- ШІ «Дельта» (скорочено, Ді) (Марк Беллмана) — штучний інтелект програми «Дельта». Фрагмент Альфи. Представлений у вигляді зеленого солдата (стає червоним у разі тривоги), належить Йорку. Перший показаний ШІ. Меткий і розважливий. Насильно приєднано до Мети. Наразі знищений.

- ШІ «Епсилон» (Берні Бернс) — штучний інтелект програми «Епсилон». Фрагмент Альфи. Створений із спогадів Альфи й повинен був використовуватися для спецоперацій Фрилансера. Раніше належав Вашингтону. Виявився не в змозі впоратися зі спогадами, внаслідок чого зійшов з розуму. Під час процесу імплантації ввів Ваша у тимчасове божевілля. Був об'єктом поклоніння серед Прибульців. Використовує спогади для появи в різних формах. Остання форма — оригінальний Альфа. Позаяк він є майже точною копією Альфи, то всі його особистісні характеристики дуже схожі на нього, за винятком того, що Епсилон проявляє більше самовідданості і поваги до друзів, спокійніше Альфи. Жертвує собою, щоб дозволити своїм фрагментам керувати новою бронею Такера для фінальної битви з Харон Індастріз.

- ШІ «Сигма» (Елайджа Вуд) — штучний інтелект програми «Сигма». Фрагмент Альфи. Виглядає як лисий чоловік, охоплений вогнем. Є штучним інтелектом, заснованим на амбіціях і творчості. Належить Мейну. Зацікавився в досягненні метастабільності, у стані якої ШІ теоретично може стати людиною. Часто ослухувався покладених протоколів, хоч і не виявляв явної неслухняності. Вміє маніпулювати людьми, в тому числі перетворив Мейна на Мету. Приєднався до Мети і був знищений.

- ШІ «Омега», О'Майлі — штучний інтелект програми «Омега». Фрагмент Альфи. ШІ чорного кольору, належить Текс. У «Хроніках Кривавого каньйону» ополчився проти Червоних і Синіх, вселяючись в розум Дока і капітана Флауерза. Відзначається недолік остаточних характеристик особистості. Переймає характеристики того, в кого вселяється, додаючи носієві люті.

### Харон Індастріз
- Малком Харгроув (скорочено, Голова або Керівник) (Джек Лі, Аррин Зек) — генеральний директор корпорації «Харон Індастріз». Головний антагоніст «Трилогії Хорус». Спокійний і ввічливий на перший погляд, Малком є дуже запальним. Завжди діє зі своїх інтересів. Полюбляє чорний гумор.

- Ватажок Повстання (скорочено, К. Т.) (Майкл Джоплін) — лідер Повстання — елітного військового підрозділу Харон Індастріз. Одягнений у коричнево-сіру броню з бордовими вставками. Добрий та щедрий, однак під час бойових дій стає агресивний. Убитий Епсилоном.

- Шаркфейс (англ. Sharkface — «Акуляче обличчя») — космічний пірат, колись боєць Повстання. Одягнений в сталеву броню з бордовим обведенням у 9 сезоні і сталеву броню з червоним обведенням у 13 сезоні. В 9 сезоні бився з Вашингтоном і Кароліною як вогнеметник. Був заточений у в'язницю Тартарус, звідки звільнений Локусом і Феліксом та приєднаний до космічних піратів в 13 сезоні. Живить ненависть до проєкту Фрилансер. Постає як безстрашний і тямущий солдат.

- «Локус», Семуель Ортез (Грей Геддок) — космічний пірат, колись боєць Союзної Армії Хорус. Одягнений в броню сталевого кольору з зеленими смужками. З давніх років знайомий з Феліксом, конкурує з ним. Був найнятий Харон Індастріз для знищення всіх людей на Хорусі. Спокійний і холодний. Нещадний вбивця, змушує оточуючих бачити в ньому ворога. Зрештою, зраджує Фелікса і йде, розуміючи, нарешті, що він — чудовисько, а не солдат.

- «Фелікс», Ісаак Гейтс (Майлз Луна) — найманець, космічний пірат, колись боєць Нової Республіки. Одягнений у сіру броню з помаранчевими смужками. Людина з почуттям гумору, любитель підколювати. Після показаний як хитрий, безсовісний садист, що не терпить невиконання його наказів. Вміє завойовувати довіру. Переможений Червоними і Синіми та скинутий з інопланетного храму. Імовірно загинув.

### Союзна Армія Хоруса
- Генерал Дональд Доіль (Грей Геддок) — генерал Союзної Армії Хоруса. Одягнений у сіру броню з помаранчевими смугами. Ввічливий, щедрий і чесний. Не має жодної гадки, як треба очолювати армію. Будучи генералом, є найбільш високопоставленим військовим діячем в серіалі. Трохи боязкий, але в кінці жертвує собою, щоб особисто підірвати міський реактор і знищити більшу частину космічних піратів.

- Д-р Емілі Грей (Аррін Зечь) — доктор Союзної Армії Хоруса. Одягнута в сріблясту броню з фіолетовими смугами. Ексцентрична, повна ентузіазму дівчина, іноді навіть занадто — коли Кароліна загрожувала зарізати її, вона називала її «сонечко». Відмінний лікар, є генієм з IQ 240. Крім того, вона вміє використовувати свої навички хірурга аби катувати полонених.

### Нова Республіка
- Ванесса Кімбол (Ліндзі Джонс) — лідер Нової Республіки. Одягнена в іржаву кольорову броню з кобальтовими смугами. Мудрий бойовий лідерка, яка вірить в те, що Нова Республіка дійсно бореться за краще. Строга, надихаюча бійців на подвиги лідерка. Єдина жінка-військовий командир в серіалі.

- Лейтенант Кеті Дженсен (Барбара Данклман) — солдат Нової Республіки. Одягнена в іржаву кольорову броню з бордовими смугами. Оптимістична, незважаючи на її помилки. Нікчемний солдат, але талановитий інженер.

- Лейтенант Антуан Біттерс (Брендон Фармахіні) — солдат Нової Республіки. Одягнений в іржаву кольорову броню з помаранчевими смугами. Ледачий і песимістичний. Часто спирається на негативні сторони життя. Невмілий боєць.

- «Сміт» Лейтенант Джон Елізабет Андерсміт (Раян Гейвуд) — солдат Нової Республіки. Одягнений в іржаву кольорову броню з синіми смугами. Розумний і дисциплінований боєць. Лояльний і турботливий до інших людей. Стверджує, що є одним з найстаріших бійців Нової Республіки.

- «Паломо» (Керрі Шоукросс) — солдат нової республіки. Одягнений у іржаву кольорову броню з блакитними смугами. Дурний, інфантильний і докучливий. Має схожість з Кабузом.

### Сині та Червоні
- Марк Темпл (Ендрю Меттьювс) — лідер Синіх та Червоних. Одягнений у кобальтового кольору броню, характером схожий на Черча, але поводить себе більш чемно. Не знає нічого окрім помсти за свого кращого друга.
- Бакі (Даллас Реід) — член команди Синіх та Червоних. Одягнений у бірюзову броню. Характером схожий на Такера, однак його жарти про секс викликають більш стурбованість, ніж посмішку.
- Джен (Ґуставо Сорола) — член команди Синіх та Червоних. Одягнений у темно-бордову броню. Повністю ідентичний Сіммонсу, його повадкам та характеру.
- Кронат (Майлз Луна) — член команди Синіх та Червоних. Одягнений у світло-червону броню. Характером схожий на Пончика.
- Лорензо (Берні Бернз) — член команди Синіх та Червоних. Робот в коричневій броні. Також, як і Лопез, розмовляє іспанською мовою, також схожий на нього характером.
- Сурж (Кент Уілльямс) — член команди Синіх та Червоних. Одягнений у червону броню. Характером схожий на Сержа. Був ненавмисно убитий Сержем.
- Локо (Кірк Джонсон) — член команди Синіх та Червоних. Одягнений у синю броню. Характером сходий на Кабуза, однак володіє високим інтелектом та геніальностью до інженерії. Пожертвував собою, аби врятувати Червоних і Синіх.
- Біфф (Мак Блейк) — минулий член команди Синіх та Червоних. Одягнений у помаранчеву броню. Спокійний, роздумливий. Найкращий друг Темпла. Був убитий у бійці між Текс та Кароліною.

### Інші персонажі
- «Док», Супер-рядовий медичний офіцер першого класу Франк ДюФрейн (Метт Галлум) — медик, який прибув у Кривавий каньйон для лікування Текс, але запізнився на три місяці. Тримає нейтралітет у протистоянні Червоних і Синіх, що досить символічно, адже Док одягнений в броню фіолетового кольору. Є одним з найбільш спокійних персонажів серіалу.
- Прибулець (Натан Зельнер) — перший представник раси Прибульців в серіал — санґхейлі зі всесвіту Halo, у синій броні. Був посланий на пошук «великої зброї» — енергетичного меча, знайденого Такером. Згодом заразив його Молодшим. Видає крячуче-булькаючі звуки. Загинув.

- Молодший (англ. Junior) (Джейсон Салданья) — прибулець. «Батьком» його, фактично, є Такер, якого «заразив» ним Прибулець. В кінці 13-го сезону показаний дорослим у посольстві санґхейлі.
- Аллісон (Ліндзі Гікс) — морський піхотинець. Одягнена в камуфляжно-зелений бронежилет і кепі. Загинула. Була дружиною Директора Леонарда Черча, який не може залишити спогади про неї. Має з ним дочку — Кароліну. Єдиний персонаж, що з'являється в серіалі з допомогою реальних зйомок, а не машиніми.

- «Сайріс», Мейсон Ву (Крістофер Сабат) — мисливець за головами. Одягнений у темно-фіолетовий костюм з бузковими смугами. Найняв Локуса і Фелікса для полювання на Габріеля Лозано. Має дружину, за долю якої під час конфронтації з батьком Габріеля Рубеном Лозано сильно переживає. Показаний як сміливий, самовідданий боєць.
- Габріель Лозано (Девід Дженнісон) — власник нічного клубу «Амнезія», син кримінального авторитета Рубена Лозано. Був викрадений Локусом, Феліксом і Сайрісом для отримання винагороди від його батька. Убитий Локусом.
- Рубен Лозано (Дерек Мірз) — багатий злочинець, глава банди злочинців. Батько Габріеля Лозано, якому подарував пост глави нічного клубу «Амнезія». Після викрадення відмовився давати винагороду, а на пропозицію про викуп пообіцяв убити Локуса, Фелікса і Сайріса. Убитий Феліксом.

## Музика
Спочатку, серіал не мав музики. Коли в травні 2003 року Бернс запросив у проєкт соліста рок-групи Trocadero Ніко Ауді-Роуланда, з'явився перший музичний супровід. Стилем групи був альтернативний рок з елементами блюзу і західних кантрі-мотивів. Починаючи з 8 сезону, на роль головного композитора був запрошений Джефф Вільямс, який нерідко працює в команді з іншими співаками та музикантами. Стиль його музики прийнято вважати поєднання класики, хард-року, електронної музики та хіп-хопу. Згодом Вільямс працював над саундтреком до нового анімаційного серіалу студії — RWBY. У 13 сезоні співавтором саундтрек до серіалу, поряд з Ніко Ауді-Роуланд, став Девід Левай (David Levy).

## Дистрибуція
Переважно, серіал поширюється через офіційний сайт Rooster Teeth і на YouTube. З липня 2014 року перші пять сезонів стали доступні на Netflix, а з квітня — сезони з шостого по дванадцятий. 4 березня 2015 року Rooster Teeth представив окремий YouTube-канал з усіма сезонами серіалу у високій якості. Також на сайті студії і в магазинах США продаються DVD / BlueRay-диски серіалу.

## Критика
З самого старту серіал отримав в цілому позитивні оцінки критиків. Співробітник BBC Online Даррен Вотерс заявив, що серіал «шалено смішний» і своєю живою енергією «нагадує „Південний парк“».  [Архівовано 27 квітня 2018 у Wayback Machine.] Перший сезон у 2003 році отримав нагороди в номінаціях «Кращий незалежний машиніма фільм» і «Кращий сценарій» від «Академії мистецтва та науки машиніми».  Основна критика полягала в «надуманості» і «вихід за рамки пристойності» 3 сезону серіалу, з 4 сезону, за словами критиків, «серіал повернувся в колишнє русло».  [Архівовано 8 січня 2016 у Wayback Machine.]